# Haubourdin

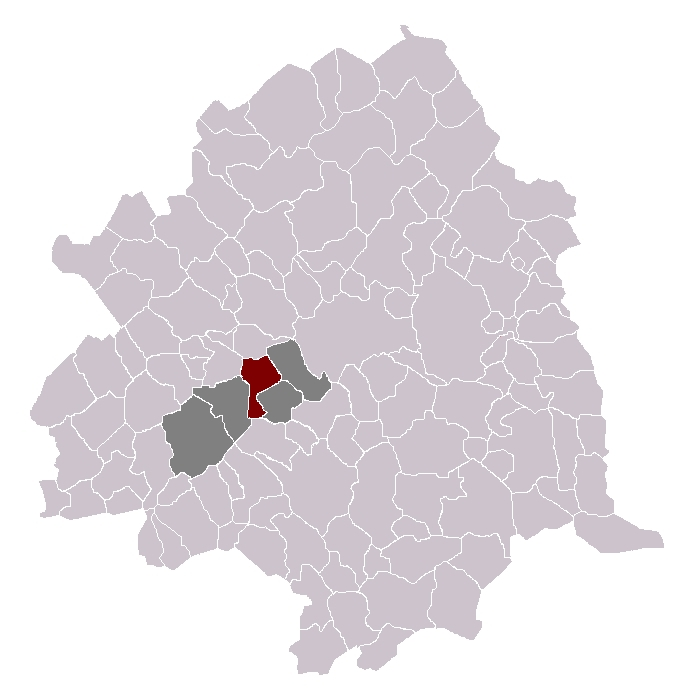
Ubicació d'Haubourdin dins del cantó i el districte

Haubourdin és un municipi francès, situat a la regió dels Alts de França, al departament del Nord. L'any 2006 tenia 14.850 habitants. Limita al nord-oest amb Englos, al nord amb Sequedin, al nord-est amb Lomme, a l'oest amb Hallennes-lez-Haubourdin, a l'est amb Loos-lez-Lille, al sud-oest amb Santes i al sud-est amb Emmerin.

## Demografia
| Evolució de la població Ehess i INSEE |       |       |       |       |       |       |       |       |
| 1793                                  | 1800  | 1806  | 1821  | 1831  | 1836  | 1841  | 1846  | 1851  |
| 1 850                                 | 1 809 | 1 813 | 1 883 | 2 151 | 2 345 | 2 419 | 3 130 | 3 210 |

| 1856  | 1861  | 1866  | 1872  | 1876  | 1881  | 1886  | 1891  | 1896  |
| ----- | ----- | ----- | ----- | ----- | ----- | ----- | ----- | ----- |
| 3 232 | 3 654 | 4 204 | 4 434 | 5 379 | 6 409 | 7 083 | 7 457 | 7 858 |

| 1901  | 1906  | 1911  | 1921  | 1926   | 1931   | 1936   | 1946   | 1954   |
| ----- | ----- | ----- | ----- | ------ | ------ | ------ | ------ | ------ |
| 8 485 | 8 828 | 9 396 | 9 650 | 10 784 | 10 916 | 11 001 | 10 579 | 12 095 |

| 1962   | 1968   | 1975   | 1982   | 1990   | 1999   | 2006 | 2011 | 2016 |
| ------ | ------ | ------ | ------ | ------ | ------ | ---- | ---- | ---- |
| 12 610 | 12 106 | 14 552 | 14 497 | 14 321 | 14 925 | -    | -    | -    |

| 2019 | - | - | - | - | - | - | - | - |
| ---- | - | - | - | - | - | - | - | - |
| -    | - | - | - | - | - | - | - | - |

## Administració
| Període   | Identitat           | Partit        |
| --------- | ------------------- | ------------- |
| 1965-1992 | Paul-André Lequimme | Divers droite |
| 1992-2003 | Gérard Vercaemer    | Divers droite |
| 2003-     | Bernard Delaby      | Divers droite |

## Agermanaments
- Jülich
- Halstead